# Козјанско
Козјанско (словен. Kozjansko) је брежуљкасто-брдска област у источној Словенији. Границе области затварају реке Сава на југу, Сутла на истоку и Савиња на западу. Планина Плешивец је гранична на северу. Река Сутла је истоимено и граница Словеније са Хрватском.
Козјанско је без већих насеља, ретко насељено и слабо развијено за словеначке прилике.